# Kūshkī Torkaman
Kūshkī Torkaman (persiska: کوشکی ترکنمن) är en ort i Iran.   Den ligger i provinsen Nordkhorasan, i den nordöstra delen av landet, 500 km öster om huvudstaden Teheran. Kūshkī Torkaman ligger 498 meter över havet och antalet invånare är 846.
Terrängen runt Kūshkī Torkaman är kuperad västerut, men österut är den platt. Kūshkī Torkaman ligger nere i en dal. Runt Kūshkī Torkaman är det ganska glesbefolkat, med 27 invånare per kvadratkilometer. Kūshkī Torkaman är det största samhället i trakten. Omgivningarna runt Kūshkī Torkaman är i huvudsak ett öppet busklandskap.